# 캐나다의 자연

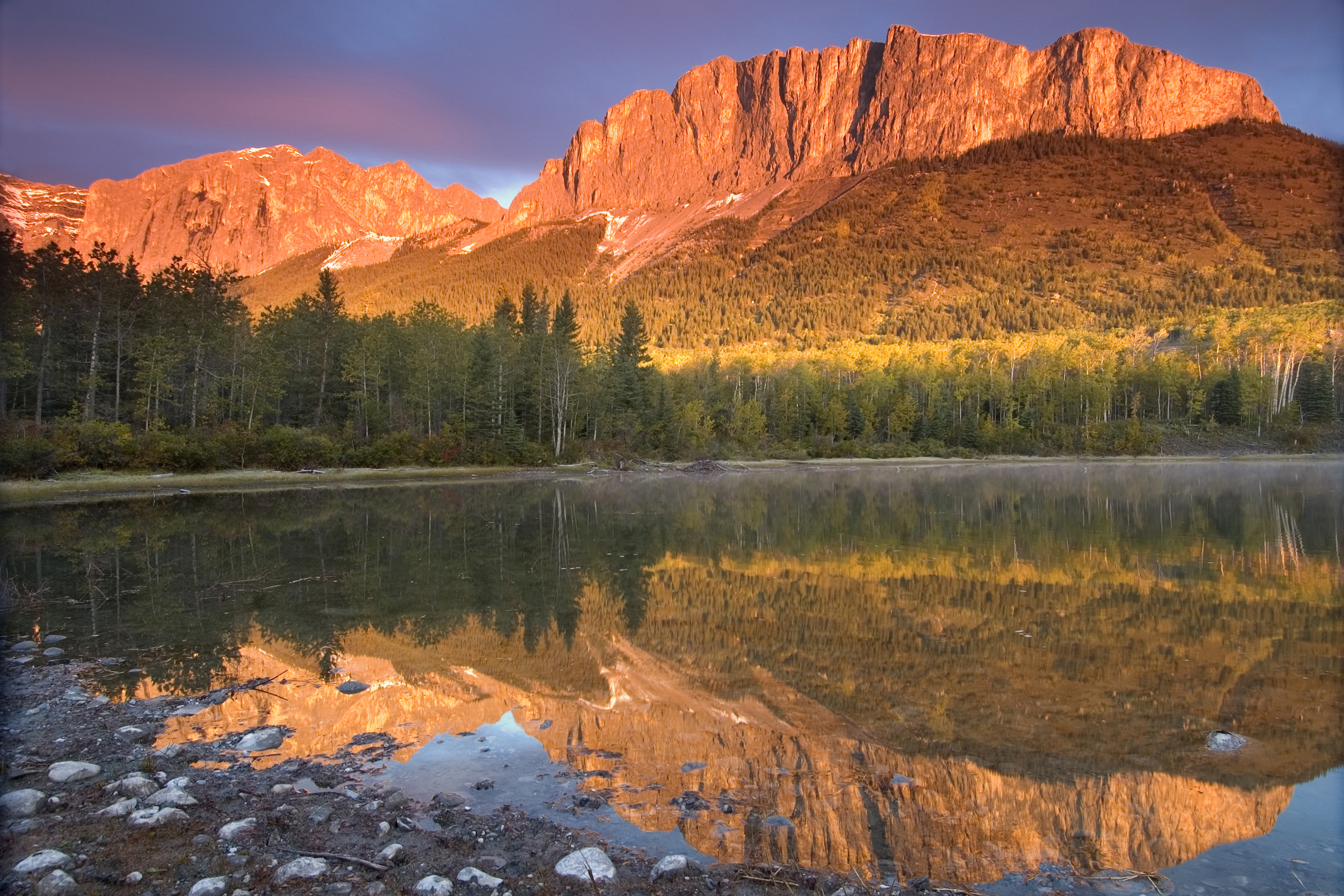

캐나다의 자연을 살펴보면 국토의 북쪽 절반은 불모(不毛)의 툰드라 지대이고, 실제로 사람이 활동하는 지역은 동서 약 6,000km에 걸쳐 뻗쳐 있으며, 미국과의 국경에서 200∼300km 사이에 있는 지대에 한정되어 있다.

## 지형
지형적으로 보아 캐나다는 6지형구(地形區)로 나뉜다.
- 애팔래치아산계: 동부 대서양 연안에 위치해 있다.
- 코르딜레라 산계: 서부 태평양 연안에 위치해 있다.
- 허드스만 저지(低地): 국토 중앙의 북쪽에서 허드슨만(灣)이 파고들어 형성되었다.
- 캐나다 순상지(楯狀地): 허드스만 저지를 둘러싸고 국토의 절반을 차지한다.
- 세인트로렌스강 연안 저지: 동쪽에 위치해 있다.
- 프레이리: 서쪽의 내륙평원에 위치해 있다.

이들 대지형의 배열은 대규모의 지각 변동에 의해서 형성되어 제각기 다른 지형을 구성하고 있으나, 캐나다 전토에서 볼 수 있는 빙하의 영향을 받은 점이 전체적으로 공통된 점이다. 수만년 전의 최빙하기에는 북미대륙의 북쪽 전반이 빙하에 뒤덮였으며, 그 중심은 래브라도반도, 허드슨만의 서쪽, 코르딜레라 산계 중의 세 곳에 있고, 중심부의 얼음의 두께는 2,000m를 넘었던 것으로 추정되고 있다. 얼음은 중심에서 사방으로 흘러내려, 지표면의 토양이나 암석을 깎아내기도 하고 쌓아올리기도 하면서 수많은 호수와 완만한 구릉을 형성하였다.

### 애팔래치아산계
동부의 애팔래치아 산계는 대서양 연안의 뉴펀들랜드를 포함하여 노바스코샤주, 뉴브런즈윅주에 걸쳐 있다. 북동－남서 방향의 주로 고생대의 암석으로 이루어져 있다. 대부분 해발고도 500m이하인 구릉지대이고, 빙하기의 대륙빙 영향으로 빙하호가 많다. 중앙부의 산맥은 대서양 연안에서 세인트로렌스 저지로 들어가는 철도와 도로를 건설할 때 장애가 되었다.

### 캐나다 순상지
캐나다 순상지는 허드슨만을 둘러싸듯이 펼쳐져 있고 캐나다의 절반 이상을 차지하는 주목할 만한 지역이다. 지구상에서 가장 오래된 선캄브리대의 편마암, 결질질암 등으로 이루어진 안정 육괴로서 전체적으로 허드슨만이 푹 패인 중심이 되고 주위는 높아져서 방패를 거꾸로 세운 듯한 지형이다. 해발고도 200 ∼1,000m로 표면에 토양이 없어 농업에 적합하지 않았기 때문에 개척기에는 거주하는 데 부적당한 고장으로서 남겨지고, 빙하기의 영향을 받아 빙하호가 많다.

### 코르딜레라 산계
서부의 코르딜레라 산계는 태평양에 면한 폭 640km의 남북으로 길게 뻗은 산악지대이다. 환태평양조산대의 한 부분인 신조산대에 해당되는데 중생대말 이후의 큰 조산운동에 의해 지층은 습곡, 단층으로 크게 변위되어 캐나다에서 가장 불안정한 지역이다. 로키산맥이 그 동쪽 끝을 이루며, 동서로 통하는 교통로는 몇 군데에서만 통과할 수 있다.

### 내륙평원
그리고 서쪽은 내륙의 고원으로서, 교통로는 하곡(河谷)을 이용하여 태평양으로 통한다.

### 허드스만 저지
허드슨만 저지는 퇴적된 뒤 거의 변형되지 않고 북쪽으로 완만하게 경사진 고생층으로 이루어진 구조평야이다. 이 연장부가 북쪽의 빅토리아섬, 멜빌섬 등 캐나다 북극해제도의 저지로 이어져 있다. 북극해제도 동부의 산지부에는 현재도 빙하가 남아 있다.

### 세인트로렌스강 연안 저지
세인트로렌스강 연안 저지는 주로 고생층이며 지층은 변화가 거의 없으나, 지표는 대륙빙이 후퇴할 때 생긴 기복이 있는 지형이다.

### 프레이리
프레이리는 캐나다 순상지와 로키산맥 사이에 펼쳐진 광대한 평야로서 고생대와 제3기의 지층이 서부의 로키산맥 산록 부근을 제외하고는 거의 변동없이 퇴적된 것으로, 그것이 오랜 세월 침식을 받고 지표는 빙하기의 대륙빙의 영향을 받아 기복이 있는 지형을 나타낸다.

## 참고 자료
- 이 문서에는 다음커뮤니케이션(현 카카오)에서 GFDL 또는 CC-SA 라이선스로 배포한 글로벌 세계대백과사전의 내용을 기초로 작성된 글이 포함되어 있습니다.

## 같이 보기
- 캐나다의 지리